# Neue Illustrirte Zeitung für Gabelsberger’sche Stenographen
Emil Trachbrodt veröffentlichte 1878 in Leipzig die Fachzeitschrift Illustrirte Zeitung für Gabelsberger’sche Stenographen. Eine Umbenennung in Neue Illustrirte Zeitung für Gabelsberger’sche Stenographen fand 1884 statt. Die Zeitschrift existierte bis 1914 und erschien monatlich.
Der Titel lautete:
- Illustrirte Zeitung für Gabelsberger’sche Stenographen  (Jahrgänge 1.1878/79 bis 6.1883/84)
- Neue Illustrirte Zeitung für Gabelsberger’sche Stenographen  (Jahrgänge 1.1884/85 bis 31.1914)

## Geschichte
Emil Trachbrodt (1852–1905), Buchhändler und Stenograph, kaufte die Buchhandlung von Friedrich Geißler, der diese 1857 gegründet hatte. 1878 brachte Trachbrodt die Illustrierte Zeitung für Gabelsberger’sche Stenographen als Redakteur und Verleger heraus. Die Zeitschrift wendete sich ausschließlich an Stenographen, anfangs waren die Überschriften noch in Schreibschrift, später wurde alles in Gabelsberger Stenografie gedruckt. Die Zeitung hatte den Zweck, die Gabelsberger’sche Stenographie zu verbreiten. Franz Xaver Gabelsberger war mit der Gabelsberger-Kurzschrift der Erfinder eines kursiven Kurzschriftsystems und damit eines Vorläufers der heute gebräuchlichen Deutschen Einheitskurzschrift.
Die Illustrationen der Zeitschrift übernahm sein Bruder Arno Trachbrodt, ein hervorragender Autograph.
Die Zeitschrift enthielt Erzählungen, Novellen und Humoresken wie Eine Dorfgeschichte aus dem Hessenlande von Alfred Bock (1880). Es wurden Porträts von berühmten Stenografen vorgestellt, so z. B. von Ignaz Jacob Heger, Franz Jacob Wigard, Eugen Gantter oder Heinrich Noë.
Aufsätze, Abhandlungen und Schilderungen wie Ein Gönner der Stenografie von Karl Rosenkranz (1880) fehlten nicht, auch wurden Gedichte und Sinnsprüche veröffentlicht, z. B. von Emil Rittershaus, Karl Stelter, Albert Traeger oder Rudolf Lavant, nur um einige zu nennen. Unter Illustrationen erschien 1880 das Gabelsberger Haus in der Gabelsbergerstraße in München. Ein Höhepunkt war 1890 der Bericht über die Enthüllung des Gabelsberger Denkmals in München.